# Urobatis tumbesensis
Urobatis tumbesensis är en rockeart som först beskrevs av Chirichigno F. och McEachran 1979.  Urobatis tumbesensis ingår i släktet Urobatis och familjen Urotrygonidae. IUCN kategoriserar arten globalt som otillräckligt studerad. Inga underarter finns listade i Catalogue of Life.